# 中靏憲章
中靏 憲章（なかづる のりあき、1989年5月3日 - ）は、ジャパンラグビーリーグワン九州電力キューデンヴォルテクスに所属するラグビー選手でチームの主将。

## プロフィール
- 福岡県出身[1]。
- ポジションはセンター(CTB)。
- 身長 181 cm、体重 100 kg
- ニックネームはのり。
- 弟の隆彰もラグビー選手[2]（現・東京SG）。
- 高校日本代表候補に選ばれたことがある[3]。

## 略歴
福岡高校、筑波大学を経て、2013年、九州電力キューデンヴォルテクスに加入。同年9月1日に行われたジャパンラグビートップリーグ第1節のNTTドコモレッドハリケーンズ戦に先発出場で公式戦初出場を果たした。
2015年、九州電力キューデンヴォルテクスの主将に就任した。